# Социалистическа република Хърватия
Социалистическа република Хърватия (на хърватски: Socijalistička Republika Hrvatska, SR Hrvatska), съкратено СР Хърватия и СРХ, е социалистическа държава и суверена съставна държава на бивша Социалистическа федеративна република Югославия. Нейният наследник в днешни дни е Република Хърватия.
През 1990 година  от името на републиката отпада „социалистическа“, тя преминава към многопартийна система и свободна пазарна икономика. На следащата Хърватия обявява своята независимост.